# Хамада, Сюнкити
Сюнкити Хамада (яп. 浜田 駿吉; 19 октября 1910, Минамиавадзи, Хиого — 7 декабря 2009, Сибуя) — японский хоккеист на траве, вратарь. Серебряный призёр летних Олимпийских игр 1932 года, участник летних Олимпийских игр 1936 года.

## Биография
Сюнкити Хамада родился 19 октября 1910 года в японском городе Минамиавадзи.
Учился в университете Кэйо в Токио, играл в хоккей на траве за его команду.
В 1932 году вошёл в состав сборной Японии по хоккею на траве на летних Олимпийских играх в Лос-Анджелесе и завоевал серебряную медаль. Играл на позиции вратаря, провёл 2 матча, пропустил 13 мячей (одиннадцать от сборной Индии, два — от США).
В 1936 году вошёл в состав сборной Японии по хоккею на траве на летних Олимпийских играх в Берлине, поделившей 5-6-е места. Играл на позиции вратаря, провёл 3 матча, пропустил 11 мячей (девять от сборной Индии, по одному — от США и Венгрии).
Впоследствии был директором текстильной компании Daiwa Spinning and OM, Ltd.
Умер 7 декабря 2009 года в японском городе Токио от сердечной недостаточности.